# 塙雅典
塙 雅典（はなわ まさのり、1967年12月20日- ）は、日本の工学者。山梨大学教授。専門は通信工学。

## 来歴・人物
1990年、埼玉大学工学部電子工学科卒業。1995年、埼玉大学大学院理工学研究科博士後期課程修了。博士（学術）（埼玉大学）。同年に山梨大学工学部助手、2002年より山梨大学工学部助教授、2007年より同准教授を経て、2014年4月より同教授。

## 論文
- 「Modified CMAの繰り返し適用によるフーリエ符号化同期OCDM信号のブラインド分散等化」（共著）『（『電子情報通信学会技術研究報告』, 114(167),21-26,2014）
- 「多変数構造同定法による低損失SFBGの作製精度向上」（共著）『（『電子情報通信学会技術研究報告』, 113(393),267-272,2014）
- 「光OFDM信号のMMF伝搬に対する時間領域等化の有効性」（共著）『（『電子情報通信学会技術研究報告』, 113(156),19-22,2013）
- 「直交位相変調を行った偏光多重パイロットキャリアを用いた位相変調信号のセルフホモダイン検出」（共著）『（『電子情報通信学会技術研究報告』, 113(156),7-11,2013）
- 「パイロットシンボル挿入によるフーリエ符号化同期OCDM信号のファイバ伝送におけるディジタル波長分散補償」（共著）『（『電子情報通信学会技術研究報告』, 113(90),23-28,2013）
- 「膨潤性ポリマによるクラッドモードのリーキー導波構造変換を用いたシングルモードファイバ型リモートガスセンサ」（共著）『（『電子情報通信学会技術研究報告』, 112(448),59-63,2013）
- 「参照光が光学的に時間インターリーブされた多値光変調信号における偏光変動の影響」（共著）『（『電子情報通信学会技術研究報告』, 112(152),19-22,2012）
- 「ディジタル信号処理によるフーリエ符号化同期光符号分割多重信号の一括検出」（共著）『（『電子情報通信学会技術研究報告』, 111(266),199-204,2011）
- 「ディジタルコヒーレント受信機におけるイントラダイン方式の適用可能性の検討」（共著）（『レーザー研究』,39(9）,711-716,2011）
- 「光符号分割多重のための連接直交符号」（共著）『（『電子情報通信学会技術研究報告』, 111(122),51-56,2011）4
- 「反射型半導体光増幅器を用いた低時間ジッタ波長可変短光パルス源」（共著）『（『電子情報通信学会技術研究報告』, 111(111),15-20,2011）
- 「フーリエ行列を基礎とする多相直交符号の光符号分割多重への適用」（共著）『（『電子情報通信学会技術研究報告』, 109(154),7-12,2009）
- 「高速非同期受動光ネットワークにおける上り接続用OCDMループバック伝送の基礎的検討」（共著）『（『電子情報通信学会技術研究報告』, 108(133),7-12,2008）
- 「熱電素子とマイクロプロセッサによるFBG型光相関器の符号切替」（共著）『（『電子情報通信学会技術研究報告』, 108(133),1-6,2008）
- 「柔軟, 簡単, コンパクト, 安価, 高品質な短光パルス発生半導体モジュールとその無線応用」（共著）『（『電子情報通信学会技術研究報告』, 108(114),29-32,2008）
- 「ベイジアンフィルタによる脆弱性情報の選別に基づくネットワーク不正侵入警報用フィルタの処理精度向上」（共著）（『山梨大学総合情報処理センター研究報告』, 11,2007）
- 「標本化FBG型光ヒルベルト変換器を用いた光SSB信号生成の一検討」（共著）『（『電子情報通信学会技術研究報告』, 106(349),45-50,2006）
- 「FBG型光ラベル等化器を用いた光ラベル交換の一検討」（共著）『（『電子情報通信学会技術研究報告』, 106(24),27-32,2006）
- 「ネットワーク侵入検知システム用アラートフィルタの性能評価」（共著）（『山梨大学総合情報処理センター研究報告』, 10,2006）
- 「LMSアルゴリズムによる構造同定に基づいた超格子構造FBGの新しい作製方法」（共著）『（『電子情報通信学会技術研究報告』, 105(333),11-16,2005）
- 「π位相シフトファイバグレーティングによる高速NRZ光信号からのクロック抽出」（共著）（『電子情報通信学会技術研究報告』, 105(32),35-40,2005）
- 「真に危険な不正侵入情報のみを抽出するアラートフィルタシステムの開発」（共著）（『山梨大学総合情報処理センター研究報告』, 9,2005）
- 「FBG型符号可変符号器・復号器を用いた光符号分割多重の一検討」（共著）（『電子情報通信学会技術研究報告』, 104(126),61-66,2004）
- 「双方向励起ファイバラマン増幅器を用いた擬似無損失伝送」（共著）（『電子情報通信学会技術研究報告』, 103(349),21-26,2003）
- 「WDN信号の一括3R再生中継のための遅延等価器」（共著）（『電子情報通信学会技術研究報告』, 103(349),43-46,2003）
- 「二励起四光波混合を用いた全光3R再生中継器」（共著）（『電子情報通信学会技術研究報告』, 103(349),37-42,2003）
- 「分散フラットフォトニック結晶ファイバの伝送特性」（共著）（『電子情報通信学会技術研究報告』, 103(349),27-30,2003）
- 「双方向励起ファイバラマン増幅器を用いた擬似無損失伝送」（共著）（『電子情報通信学会技術研究報告』, 103(349),21-26,2003）
- 「多波長一括処理型全光3R再生中継器の一検討」（共著）（『映像情報メディア学会技術研究報告』, 27(16),41-44,2003）
- 「ファイバラマン増幅器を用いた疑似無損失伝送の一検討」（共著）（『映像情報メディア学会技術研究報告』, 27(16),37-40,2003）
- 「搬送波抑圧RZ信号生成用位相シフトファイバグレーティングの評価」（共著）（『電子情報通信学会技術研究報告』, 102(40),29-33,2002）
- 「位相シフトファイバグレーティングを用いたCS-RZ信号の生成」（共著）（『電子情報通信学会技術研究報告』, 101(704),19-24,2002）
- 「四光波混合を用いたOCDMキャンセラシステムの構成の検討」（共著）（『電子情報通信学会技術研究報告』, 101(394),13-18,2001）
- 「WDMシングルホップネットワークにおける高速処理条件下でのデータチャネル予約プロトコルの一検討」（共著）（『電子情報通信学会論文誌』, J84B-(8),1457-1463,2001）
- 「広帯域位相共役器と分散フラット伝送路で構成されるDWDMシステムのシミュレーションによる考察」（『電子情報通信学会論文誌』, B/J84-B, 1239-1246, 2001年）
- 「光位相共役素子と分散スロープ補償ファイバを用いた高速光パルス伝送」（『電子情報通信学会論文誌』, J80-B-Ⅰ/5, 274-276, 1996年）
- 「遷移を制約したベクトル量子化を用いた2.8kbit/SRELP音声符号化システムについて」（共著）（『電子情報通信学会論文誌』, J78-A/8, 1035-1042, 1995年）
- 「誤りのある通信路における音声符号化のための遷移を制約したベクトル量子化法について」（共著）（『電子情報通信学会論文誌』, J77-A/6, 905-914, 1994年）

## 受賞
- 1998年　電子情報通信学会学術奨励賞受賞